# Chrám svatého Michaela archanděla (Šemetkovce)
Cerkev východního obřadu svatého Michala archanděla je dřevěný tříprostorový srubový řeckokatolický chrám (cerkev), nacházející se v obci Šemetkovce na Slovensku.

## Historie
Chrám byl postaven v roce 1752. Při vojenských operacích Karpatsko-dukelské operace, v říjnu a listopadu 1944, byla tato cerkev poškozena. K její obnově přispěli její občané obce v roce 1945. Od roku 1968 je cerkev národní kulturní památkou.
Věž cerkve je zakončena makovičkou s tamborem a kovaným kovovým křížem, která vyčnívá z konstrukce objektu. Dvoustupňovité „stanové“ střechy nad svatyní a lodí jsou zakončeny kuželovitými věžičkami pokrytými šindelem s kovanými kříži. Celý srub obdobně jako i ostatní dřevěné cerkve je z exteriéru obložen vertikálně položenými deskami s lištami, které byly v roce 2001 zrenovovány. Před portálem cerkve je malá vstupní předsíň, jejíž střecha je také pokryta šindelem.
V interiéru cerkve se na stěnách zachovaly zbytky nástěnných maleb. Barokní čtyřřadý dřevěný ikonostas s carskými dveřmi je z 2. poloviny 18. století. Některé ikony zakomponované do ikonostasu jsou pak ze staršího období. Ikonostas a oltář byly prošly v letech 1969-1970 rekonstrukcí. Poté byl znovu restaurován v roce 2005. Na oltáři jsou tzv. miniaturní antické sloupky s malým svatostánkem s ikonou Panny Marie.
Zvonice se třemi zvony vyrobenými v druhé polovině 20. století, byla postavena v 19. století a nachází se na místě původní zvonice z 18. století.